# 阿圖爾·費爾梅倫
阿圖爾·丹尼斯·費爾梅倫（荷蘭語：Arthur Denis Vermeeren；2005年2月7日—），比利時職業足球運動員，司職中場，現效力德甲球隊RB萊比錫（西甲的马德里竞技外借）和比利時國家足球隊。

## 俱樂部生涯

### 青年軍時期
費爾梅倫的足球生涯在2012年開始於利亞斯的青年軍，效力了四年，隨後轉會至梅赫倫，且同樣在那裡踢了四年的球。在梅赫倫時，他冷靜沉著、擅於團隊合作的特質遭到發掘，在訓練時主要出現在中場位置，有時亦需要其在後場參與防守。費爾梅倫在2018年從於頂級青年聯賽中比賽的梅赫倫青年軍轉投在次級聯賽的安特衛普青年軍。

### 安特衛普
2022年8月11日歐會盃外圍賽第三輪次回合安特衛普2–0主場擊敗利尼史特朗的比賽中，費爾梅倫在下半場從板凳出發，首次在一線隊亮相。賽後他接受媒體訪問時表示不能想像有更好的首秀。費爾梅倫的表現亦獲得主帥马克·范博梅尔的稱讚：「阿瑟是位聰明的球員，又總能逗笑身邊人。他渴望學師、展現自己的球技，所以會得到一定的上場時間。我很高興看到他享受這些（踢球）時光」。費爾梅倫在2023年4月30日比利時盃對上前東家梅赫倫的決賽中第一次正選登場，並助球隊以2–0封王。同年5月14日，他在對陣布魯日的比甲冠軍附加賽中打進其個人一線隊的首球，幫助「偉大的老招牌」（The Great Old）以3–2逆轉對手。
費爾梅倫在2023年7月23日的比利時超級盃中以先發身份上陣，並在互射十二碼時穩穩命中，助安德衛普擊敗梅赫倫奪冠。同年9月19日，他首次在歐冠賽場上亮相，惜球隊在該場分組賽中以0–5大敗予西甲的巴塞罗那。費爾梅倫的歐冠首球在2023年12月13日達成，幫助第二輪回到主場作戰的安特衛普以3–2復仇巴塞。其也憑著優秀的表現獲頒該場的最後球員，他在賽後採訪中表示：「今天真的夢想成真了，我很高興，希望能讓我的家人為此感到驕傲」。總括整個2022–23球季，費爾梅倫在32場賽事中交出1球7助的成績表，除了助安特衛普66年來首次奪得聯賽冠軍之外，還完成本土三冠王的壯舉。在離開球隊之前，他在所有賽事中連續首發64次，出賽率達到99.4%。

### 馬德里競技
費爾梅倫在2024年1月26日加盟西甲的马德里竞技，雙方簽下為期六年半的合約，費用據報達1800萬歐元，若表現良好的話將增至2300萬，且其再次轉會時安特衛普可獲得10%的轉會費分成。六天後，他以正選身份在西甲賽場首次代表「床單軍團」出場，儘管半場結束便因戰術原因被換下，但球隊仍在主場以2–1絕殺巴列卡诺。

## 國家隊生涯
費爾梅倫曾為比利時U17至U19，以及U21梯隊上陣過，並隨最前者參加2022年U17歐洲國家盃，惜他們在分組賽階段便早早出局。2023年10月9日，在萊昂德羅·特羅薩德因傷告退的情況下，時任比利時國家足球隊主教練多梅尼科·特德斯科選擇緊急徵召費爾梅倫入隊。四日後，他在對上奧地利的歐洲國家盃外圍賽中於87分鐘替補約翰·巴卡約科，首次為「歐洲紅魔」成年國家隊披甲上陣，助球隊在客場守住3–2的勝果。

## 生涯數據

### 俱樂部
最後更新：2024年2月17日
| 俱樂部       | 球季     | 聯賽     | 聯賽 | 聯賽 | 盃賽 | 盃賽 | 州際賽 | 州際賽 | 其他 | 其他 | 總計 | 總計 | 總計 |
| 俱樂部       | 球季     | 聯賽     | 上陣 | 進球 | 上陣 | 進球 | 上陣   | 進球   | 上陣 | 進球 | 上陣 | 進球 |      |
| ------------ | -------- | -------- | ---- | ---- | ---- | ---- | ------ | ------ | ---- | ---- | ---- | ---- | ---- |
| 安特衛普二隊 | 2022–23  | 比丙     | 6    | 1    | —    | —    | —      | —      | —    | —    | 6    | 1    |      |
| 安特衛普     | 2022–23  | 比甲     | 26   | 1    | 6    | 0    | 2      | 0      | 0    | 0    | 34   | 1    |      |
| 安特衛普     | 2023–24  | 比甲     | 21   | 1    | 2    | 0    | 7      | 0      | 1    | 0    | 31   | 1    |      |
| 總計         | 總計     | 47       | 2    | 8    | 0    | 9    | 0      | 1      | 0    | 65   | 2    | 3    |      |
| 马德里竞技   | 2023–24  | 西甲     | 2    | 0    | 0    | 0    | 0      | 0      | —    | —    | 1    | 0    |      |
| 生涯總計     | 生涯總計 | 生涯總計 | 55   | 3    | 8    | 0    | 9      | 0      | 1    | 0    | 72   | 3    |      |

1. 1 2  比利時盃
2. ↑  歐會盃
3. ↑  歐冠
4. ↑  比利時超級盃

### 國家隊
最後更新：2023年11月15日
| 國家隊 | 年份 | 上陣 | 進球 |
| ------ | ---- | ---- | ---- |
| 比利时 | 2023 | 2    | 0    |
| 總計   | 總計 | 2    | 0    |

## 獲得榮譽與獎項
安特衛普
- 比甲：2022–23[13]
- 比利時盃：2022–23[21]
- 比利時超級盃：2023[22]

個人
- 比利時年度最佳年青足球員（英语：Belgian professional football awards）：2022–23[23]
- 比利時金靴獎年度最佳年青球員（英语：Belgian Golden Shoe）：2023[24]

## 外部連結
- Soccerway資料庫：阿圖爾·費爾梅倫
- 足球数据库：阿圖爾·費爾梅倫的球员统计数据
- RBFA個人資料 （页面存档备份，存于）